# Eskilstorpasjön, Skåne
Eskilstorpasjön är en sjö i Osby kommun och Östra Göinge kommun i Skåne och ingår i Helge ås huvudavrinningsområde. Sjön har en area på 0,155 kvadratkilometer och ligger 50,7 meter över havet.

## Delavrinningsområde
Eskilstorpasjön ingår i det delavrinningsområde (624200-139286) som SMHI kallar för Mynnar i Helge å. Medelhöjden är 74 meter över havet och ytan är 33,76 kvadratkilometer. Det finns inga avrinningsområden uppströms utan avrinningsområdet är högsta punkten. Njurakanalen som avvattnar avrinningsområdet har biflödesordning 2, vilket innebär att vattnet flödar genom totalt 2 vattendrag innan det når havet efter 62 kilometer. Avrinningsområdet består mestadels av skog (74 procent) och jordbruk (16 procent). Avrinningsområdet har 0,15 kvadratkilometer vattenytor vilket ger det en sjöprocent på 0,4 procent.